# Smithville (Missouri)
Smithville és una població dels Estats Units a l'estat de Missouri. Segons el cens del 2000 tenia 5.514 habitants.

## Demografia
Segons el cens del 2000, Smithville tenia 5.514 habitants, 2.067 habitatges, i 1.529 famílies. La densitat de població era de 155,3 habitants per km².
Dels 2.067 habitatges en un 41% hi vivien nens de menys de 18 anys, en un 62,7% hi vivien parelles casades, en un 8,8% dones solteres, i en un 26% no eren unitats familiars. En el 22,4% dels habitatges hi vivien persones soles el 8,6% de les quals corresponia a persones de 65 anys o més que vivien soles. El nombre mitjà de persones vivint en cada habitatge era de 2,62 i el nombre mitjà de persones que vivien en cada família era de 3,07.
Per edats la població es repartia de la següent manera: un 28,4% tenia menys de 18 anys, un 6,6% entre 18 i 24, un 34,3% entre 25 i 44, un 19,2% de 45 a 60 i un 11,6% 65 anys o més.
L'edat mediana era de 34 anys. Per cada 100 dones de 18 o més anys hi havia 89,7 homes.
La renda mediana per habitatge era de 52.639 $ i la renda mediana per família de 58.966 $. Els homes tenien una renda mediana de 42.388 $ mentre que les dones 29.150 $. La renda per capita de la població era de 22.669 $. Entorn del 2,5% de les famílies i el 4% de la població estaven per davall del llindar de pobresa.

## Poblacions més properes
El següent diagrama mostra les poblacions més properes.